# Институт русского языка и культуры МГУ
Институт русского языка и культуры  — высшее учебное заведение, основанное 14 октября 1954 года для подготовки иностранных студентов в области русского языка, культуры и общеобразовательных дисциплин. В качестве обособленного учебного заведения входит в структуру Московского государственного университета имени М. В. Ломоносова.

## История
По инициативе академика И. Г. Петровского, 14 октября 1954 года Постановлением Совета Министров СССР и приказом Министерства высшего и специального образования СССР в Московском государственном университете были созданы Специальные курсы для иностранной молодёжи. Основной задачей курсов являлось обучение иностранных граждан, прибывших для поступление в МГУ или другие высшие учебные заведения, основам русского языка, а также совершенствование знаний по профилирующим предметам, необходимым для поступления в высшее учебное заведение СССР.
С 1954 года первой группой, приступившей к занятиям, были абитуриенты из Вьетнамской демократической республики. Помимо обучения русскому языку, иностранцы проходили такие предметы, как литература, история, химия, физика, математика, биология и география. Для обучения иностранцев общеобразовательным дисциплинам на курсах были разработаны специальные методики преподавания на русском языке. С 1955 года на курсах начали обучение абитуриенты из таких стран, как Европа, Африка, Азия и Латинская Америка. 22 июня 1959 года приказом Министерства высшего и специального образования СССР № 799 на базе Специальных курсов был создан первый в Советском Союзе подготовительный факультет для иностранных граждан. Учебная структура факультета состояла из трёх кафедр: русского языка, гуманитарных и естественных наук. С 1960 года на факультете помимо студентов проходили обучение и аспиранты. Для иностранных педагогов по русскому языку, приезжающих по линии Союза Советских обществ дружбы и культурной связи с зарубежными странами, были созданы курсы повышения квалификации преподавателей русского языка, через которые прошли слушатели из сорока стран мира, включая такие страны, как Болгария, Венгрия, ГДР, Албания, КНДР, Монголия, Румыния, Польша и Чехословакия. В 1966 году на базе факультета был создан Научно-методический центр, впоследствии преобразованный в самостоятельный Государственный институт русского языка имени А. С. Пушкина.
26 июня 1991 года согласно распоряжению ректора МГУ академика А. А. Логунова № 559 на базе Подготовительного факультета для иностранных граждан был создан Центр международного образования. Основными его задачами стали изучение мирового банка данных в области рынка образования, формирование контингента зарубежных учащихся, выполнение научно-исследовательских и учебно-методических работ в области проблем русского языка и других общеобразовательных дисциплин, осуществление предвузовской подготовки зарубежных учащихся для их дальнейшего обучения на факультетах МГУ или других высших учебных заведений, организация деятельности с целью продвижения образовательных услуг Центра международного образования и МГУ на зарубежном рынке образования. С 1991 по 2013 год Центр международного образования входил в членство таких значимых международных организаций, как Европейская ассоциация экзаменационных советов по иностранным языкам, Международная ассоциация преподавателей русского языка и литературы и Американский совет преподавателей русского языка и литературы.
30 октября 2013 года Постановлением Правительства Российской Федерации и распоряжением ректора МГУ академика В. А. Садовничего № 918 на базе Центра международного образования был создан Институт русского языка и культуры. В учебной структуре были созданы две кафедры: русского языка и естественнонаучных и гуманитарных дисциплин. Институт русского языка и культуры сотрудничает с такими университетами, как Университет Центральной ФлоридыПиттсбургский университет и Колледж Вильгельма и Марии в США, Лидский университет и Итонский колледж в Англии, Осакский университет, Университет Васэда, Университет Кэйо, Университет иностранных языков города Кобе, Университет Хоккайдо в Японии, Университет Кемён и Университет Кёнхи в Республике Корея, Сычуаньский университет иностранных языков в КНР.

## Руководство
- 1959—1960 — д.ф.н., профессор Кондрашов, Николай Андреевич
- 1968—1975 — д.ф.н., профессор Мотина, Екатерина Ивановна
- 1991—2005 — к.ф.н., доцент Кочетов, Владимир Николаевич
- 2013—2015 — д.п.н., профессор Степаненко, Вера Александровна
- с 2016 — д.ф.н., профессор Ковтун, Елена Николаевна

## Известные педагоги
- Костомаров, Виталий Григорьевич — академик АПН СССР и РАО